# واين غراهام (لاعب هوكي الحقل)
واين غراهام (بالإنجليزية: Wayne Graham)‏ هو لاعب هوكي الحقل جنوب أفريقي، ولد في 25 يناير 1965.

## وصلات خارجية
- اين غراهام على موقع الاتحاد الدولي للهوكي (الإنجليزية)
- اين غراهام على موقع أوليمبيديا (الإنجليزية)